# Krążowniki lekkie typu Capitani Romani
Krążowniki lekkie typu Capitani Romani – włoskie krążowniki lekkie, zbudowane w latach 1939-1943. Z planowanej serii 12 okrętów, 8 jednostek zwodowano, a tylko trzy okręty zostały całkowicie ukończone i wprowadzone do służby przed kapitulacją Włoch. Wszystkie okręty przetrwały II wojnę światową i służyły po wojnie w Marina Militare, dodatkowo jeden z nieukończonych krążowników „Giulio Germanico” został po wojnie wydobyty i wcielony do służby. Ostatnia jednostka była w składzie floty aż do 1971 roku.